# موزه میراث پهلوانی

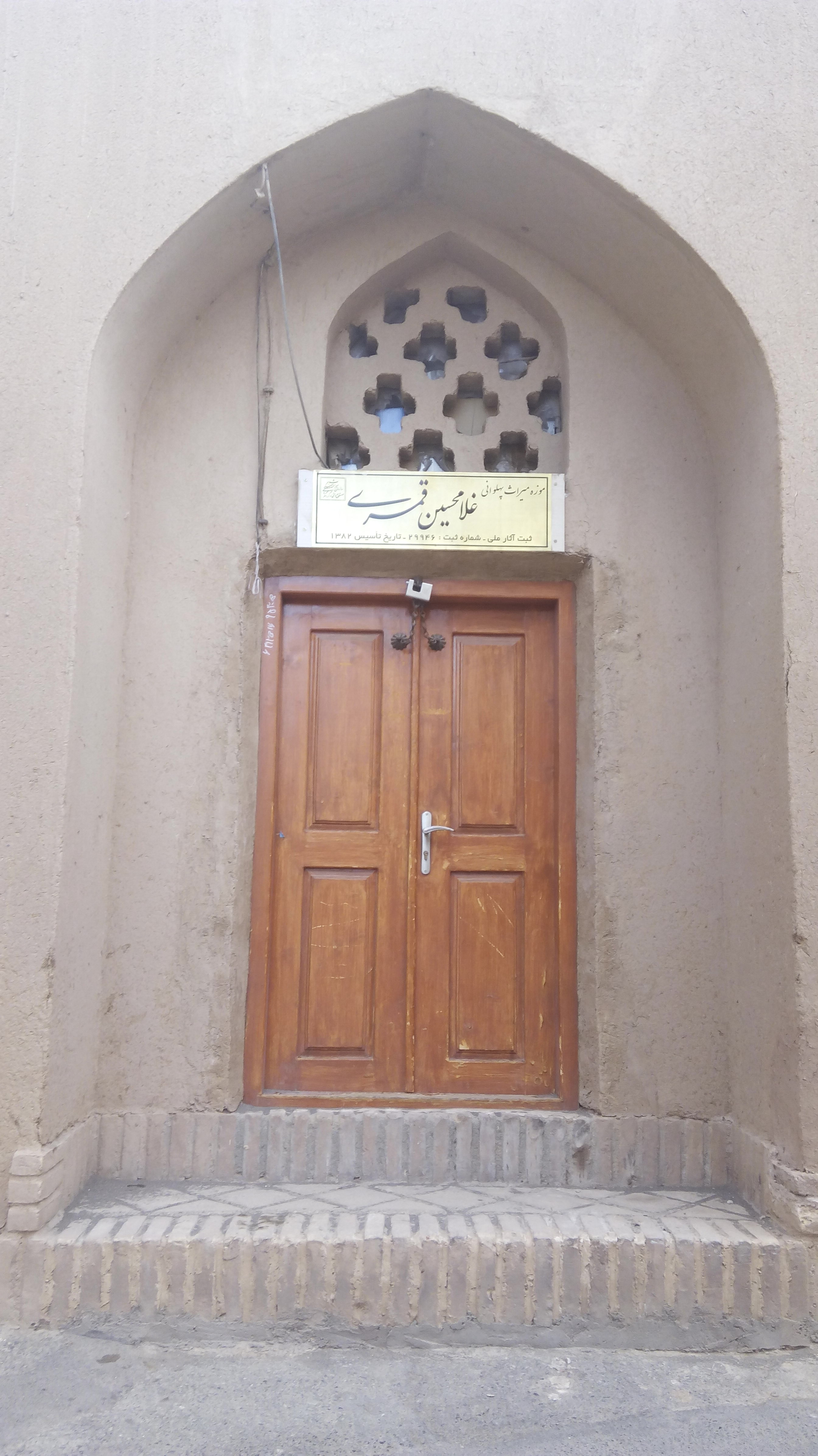
این موزه به افتخار غلام حسین قمری یکی از پهلوانان بیرجند، نام گذاری شده‌است.

موزه میراث پهلوانی برای به نمایش درآوردن آداب و سنن زورخانه ای در سال ۱۳۸۲ در بیرجند افتتاح شده‌است. این موزه در زورخانه امیر عرب (گویش محلی: لوبند) واقع شده‌است. در این موزه حالات ورزش باستانی توسط چند مانکن، ابزار ورزش باستانی (مانند میل، تخته شنا، کباده و …) و تصاویر پهلوانان و پیشکسوتان نامدار به نمایش درآمده است. این موزه که دیرینگی آن به دوران قاجار بر می‌گردد با شماره ثبت ۲۹۹۴۶ در فهرست آثار ملی ایران به ثبت رسیده‌است
.
این موزه اولین و تنها موزه میراث پهلوانی ایران به شمار میرود که در خیابان مطهری شهرستان بیرجند واقع شده است. 
ادواتی با قدمتی بسیار دیرینه وجود دارد (کباده 200 ساله) که در این موزه نگهداری می‌شود.